# Faustino Giuseppe Griffoni
Faustino Giuseppe Griffoni Sant'Angelo (Crema, 23 marzo 1669 – Crema, 2 maggio 1730) è stato un vescovo cattolico italiano.

## Biografia
Faustino Giuseppe Griffoni Sant'Angelo nacque a Crema da una delle più importanti famiglie aristocratiche cremasche che da secoli condizionava l'amministrazione della città.
Come ultrogenito, intraprese la carriera ecclesiastica ed il 1º maggio 1697 venne ordinato sacerdote nella cattedrale cittadina per mano del vescovo Marcantonio Zollio. Su pressione della famiglia, dopo una rapida carriera ecclesiastica, il 25 settembre 1702 giunse a sedere sul trono episcopale cremasco, venendo ordinato il 1º ottobre di quello stesso anno per mano del cardinale Giambattista Rubini, assistito da Domenico Zauli, vescovo di Veroli.
Morì nel palazzo vescovile di Crema il 2 maggio 1730 a 61 anni di età, di cui quasi trenta passati al governo della diocesi lombarda.

## Genealogia episcopale
La genealogia episcopale è:
- Cardinale Guillaume d'Estouteville, O.S.B.Clun.
- Papa Sisto IV
- Papa Giulio II
- Cardinale Raffaele Sansone Riario
- Papa Leone X
- Papa Paolo III
- Cardinale Francesco Pisani
- Cardinale Alfonso Gesualdo di Conza
- Papa Clemente VIII
- Cardinale Pietro Aldobrandini
- Cardinale Laudivio Zacchia
- Cardinale Antonio Barberini
- Cardinale Alessandro Cesarini
- Cardinale Alessandro Crescenzi, C.R.S.
- Cardinale Giambattista Rubini
- Vescovo Faustino Giuseppe Griffoni